# Yine
Piro (Yine), snažan indijanski narod nastanjen duž rijeka Río Urubamba, Ucayali i Madre de Dios u peruanskim departmanima Ucayali, Cusco i Madre de Dios. Sami sebe nazivaju Yine (ljudi). Jezično su najsrodniji Maxinerima i Mashco (Cujareño) Indijancima a svi pripadaju porodici arawakan. Narodima Quechua oni su bili poznati pod nazivom Chontaquiro ili "crni zubi", zbog običaja bojenja zubiju i desni crnom bojom palme-chonta (peperonia tinctorioides). 
Izvorno su kombinirali agrikulturu s lovom i ribolovom ,danas se bave i uzgojem stoke ili rade kao drvosječe. Odjeća se sastojala od neke vrste košulje za muškarce i suknjice za žene, bojane crno. Luk i strijela, koplje i puhaljka s otrovnim strelicama bili su glavno oružje. Mrtve su sahranjivali s popudbinom (osobne stvari) u zemljanim podovima pokojnikove kuće. Populacija im iznosi između 4.000 i 5.000. 
Nazivi Chontaquiro i Simirinch izvorno su možda označavali njihove posebne skupine, od kojih je svaka govorila svojim dijalektom

## Vanjske poveznice
- Piro
- Yine Indian Language (Cujareño)